# Aaron Smith

a Compétitions nationales et continentales officielles uniquement.

b Matchs officiels uniquement.
Dernière mise à jour le 29 septembre 2023.
Aaron Smith, né le 21 novembre 1988 à Palmerston North (Nouvelle-Zélande), est un joueur international néo-zélandais, d'origine maorie dans la tribu de Ngāti Kahungunu, de rugby à XV, jouant au poste de demi de mêlée au sein du club japonais du Toyota Verblitz. 
Joueur de petite taille mais d'une grande vélocité, Aaron Smith évolue en club avec l'équipe des Highlanders jusqu'en 2023, franchise avec laquelle il remporte l'édition 2015 du Super 15. À partir de 2012, il est également le demi de mêlée titulaire des All Blacks succédant au poste et parfois pour mener le haka, à Piri Weepu. Avec le maillot noir, il remporte The Rugby Championship à neuf reprises et est sacré champion du monde en 2015 contre l'Australie. Il dispute deux autres Coupes du monde en 2019 (troisième) et 2023 où il achève sa carrière internationale à l'issue de la finale perdue contre l'Afrique du Sud.
Avec 125 sélections, Aaron Smith est le demi de mêlée le plus capé de l'histoire de la Nouvelle-Zélande et également le premier joueur d'origine maorie à enregistrer plus de 100 sélections avec les All Blacks. Il évoluera dans le championnat japonais à partir de la saison 2024.

## Biographie

### Carrière en province et franchise
En 2008 Smith a fait ses débuts professionnels avec le Manawatu Rugby Football Union (MRU) lors de la Air New Zealand Cup à l'âge de 19 ans. Il doit cependant attendre l'année suivante pour se faire une place de titulaire dans l'équipe. Lors de la "Air New Zealand Cup" 2009, Smith s'impose comme le demi-de-mêlée de premier choix de Manawatu, commençant les 13 matchs au cours de la saison et marquant son premier essai. Il a continué comme titulaire dans la Coupe ITM 2010 et s'est imposé comme l'un des meilleurs demi-de-mêlée de la compétition, obtenant ainsi un contrat en Super Rugby.
En 2010, Smith intègre les Blues pour la saison Super 14. Puis pour la saison 2011 de Super Rugby, Smith signe pour les Highlanders, entraînés par Jamie Joseph, qui avait auparavant entraîné Smith avec les Maoris de Nouvelle-Zélande.
En mars 2021, la fédération néo-zélandaise annonce que Smith signe un nouveau contrat avec les Highlanders et Manawatu le faisant ainsi rester en Nouvelle-Zélande jusqu'en 2023.

### Carrière internationale
En 2008, il remporte le championnat du monde junior avec les Baby Blacks, surnom de l'équipe junior néo-zélandaise, après une victoire 38 à 3 face à la sélection anglaise.
Grâce à ses solides performances pour Manawatu, Smith, d'origine Ngāti Kahungunu, est sélectionné par les Māori de Nouvelle-Zélande pour leur série du centenaire 2010. Il entre en jeu contre les Barbarians après que Chris Smylie a subi une fracture de la pommette et participe aux victoires historiques de l'équipe contre l'Irlande et l'Angleterre,.
Fort d'une saison 2012 réussie avec les Highlanders, Smith fait ses débuts avec les All Blacks le 9 juin 2012, contre l'Irlande. Au moment de la saison 2013, Smith devient le demi-de-mêlée premier choix de l'équipe nationale.
Depuis 2013, Smith a été sélectionné dans toutes les équipes néo-zélandaises.
Il est retenu dans le groupe de la Nouvelle-Zélande pour participer à la Coupe du Monde 2015 se disputant en Angleterre,. Il dispute la finale au stade de Twickenham face à l'Australie en étant titulaire, son équipe s'impose 34-17 et devient championne du monde pour la seconde fois consécutive.
En 2016, il est sélectionné en équipe nationale pour le Rugby Championship, que son pays remporte en gagnant toutes ses confrontations,. De plus, la Nouvelle-Zélande égalise le record de matchs remportés d'affilée toutes compétitions confondues avec dix-sept succès lors de la dernière journée où elle bat largement l'Afrique du Sud 57 à 15, chez elle à Durban.
Smith est devenu le leader du haka des All Blacks en 2016, à la suite du départ à la retraite de Keven Mealamu et à la décision de Liam Messam de rejoindre l'équipe néo-zélandaise de rugby à 7, menant d'abord le Haka contre le Pays de Galles à Eden Park. Cependant, plus tard dans l'année, il perd sa place de leader du Haka des All Blacks plus tard dans la saison en raison d'une controverse hors du terrain, ainsi qu'une forte concurrence avec TJ Perenara. Aaron Smith mène à nouveau le Haka lors de la Coupe du monde 2023.
Smith dispute son 50e match international lors du test final contre le pays de Galles, lors de la tournée 2016, aux côtés du verrou Brodie Retallick, avec qui il a fait ses débuts.
En août 2023, il est sélectionné dans le groupe néo-zélandais pour le Mondial 2023 se déroulant en France. Son pays atteint la finale de la compétition où il affronte l'Afrique du Sud. Pour cette rencontre, Aaron Smith est titulaire et joue 66 minutes, mais les siens sont battus d'un point sur le score de 11 à 12,.

## Palmarès

### En franchise
- Vainqueur du Super Rugby en 2015 avec les Highlanders
- Finaliste du Super Rugby en 2021 avec les Highlanders

### En sélection nationale
- Vainqueur du Championnat du monde junior en 2008
- Vainqueur du Rugby Championship en 2012, 2013, 2014, 2016, 2017, 2018, 2020, 2021, 2022 et 2023
- Vainqueur de la Coupe du monde en 2015
- Troisième de la Coupe du monde en 2019
- Finaliste de la Coupe du monde en 2023

## Statistiques
Aaron Smith compte 125 capes avec les All Blacks, dont 104 titularisations depuis son premier match face à l'Irlande le 9 juin 2012, pour un bilan de 92 victoires, 15 défaites et 5 nuls. Cela fait de lui le demi de mêlée le plus capé de l'histoire des All Blacks, devant Justin Marshall. Il inscrit 147 points, 29 essais et une transformation. Sur ces rencontres, 40 sont disputées dans le cadre du Rugby Championship,dont il dispute douze éditions. Avec les Kiwis, il dispute trois Coupe du monde en 2015, 2019 et 2023. Il participe à douze éditions du Rugby Championship, en 2012, 2013, 2014, 2015, 2016, 2017, 2018, 2019, 2020, 2021, 2022 et 2023.
Smith est également devenu le demi de mêlée le plus capé de l'histoire de la Nouvelle-Zélande au cours de la saison 2018, battant le record de longue date de Justin Marshall le 17 novembre 2018.
Le 7 août 2021, lors d'un match à Auckland contre les Wallabies, Aaron Smith devient le dixième All Black à enregistrer 100 sélections avec les All Blacks et le premier d'origine maorie.